# Овчаров Дмитро Михайлович
Дмитро Овчаров  (нім. Dmytro Ovtcharov, 2 вересня 1988) — професійний німецький спортсмен-настільний тенісист українського походження, бронзовий призер Олімпійських ігор 2012 та Олімпійських ігор 2020 в одиночному розряді. Другий в історії німецького настільного тенісу олімпійський медаліст.

## Біографія
Батько — Михайло Овчаров, чемпіон СРСР з настільного тенісу 1982 року в одиночному розряді (80 виступів за збірну СРСР). Мати — тенісний тренер Тетяна Овчарова. В 1992 родина емігрувала до Німеччини.
Після воєнного вторгнення Росії на територію суверенної України (2022) припинив свої виступи за російський клуб з настільного тенісу "Факел Газпром" з міста Оренбург.

## Результати

### В одиночному розряді
- Бронзова медаль: ЧЄ 2007
- Віце-чемпіон Німеччини: 2007, 2011, 2012
- Переможець турніру Рейтингового списку Німеччини 2007
- 1/2-фіналіст Brazilian Open 2007
- 1/4-фіналіст турніру Europe TOP-12: 2008
- 1/4-фіналіст Кубку Світу: 2008
- 1/2-фіналіст Korea Open 2008
- 1/2-фіналіст Slovenian Open 2008
- Бронзовий медаліст Чемпіонату Німеччини: 2009
- другий на Danish Open 2009
- Переможець Indien Open 2010
- Переможець Brazilian Open 2011
- Переможець Korean Open 2011
- Переможець турніру Europe TOP-12: 2012
- Бронзова медаль: Олімпійські ігри 2012, Олімпійські ігри 2020

### У парному розряді
- Чемпіон Німеччини: 2008, 2010 (обидва рази в парі з Патриком Баумом)

### У складі збірної Німеччини
- Чемпіон Європи 2007, 2008, 2009 2010, 2011, 2013
- Срібна медаль: Олімпійські ігри 2008
- Срібна медаль: Чемпіонат світу 2010, Чемпіонат світу 2012
- Бронзова медаль: Олімпійські ігри 2012, Олімпійські ігри 2016

### Юніор
- Чемпіон Європи серед юнаків: 2005
- Чемпіон Європи серед юнаків в командному заліку: 2004, 2006
- Віце-чемпіон Європи серед юнаків в командному заліку: 2005
- Третій призер Чемпіонату світу серед юнаків: 2006
- Третій призер Чемпіонату світу серед юнаків в командному заліку: 2004, 2006
- Переможець європейського турніру серед юнаків TOP-12: 2005, 2006
- Віце-чемпіон Європи серед школярів: 2002
- Чемпіон Європи серед школярів в командному заліку: 2002, 2003
- Багаторазовий чемпіон Німеччини серед юнаків і школярів